# Budhakhani
Budhakhani (nep. बुढाखानी) – gaun wikas samiti w środkowej części Nepalu w strefie Bagmati w dystrykcie Kavrepalanchok. Według nepalskiego spisu powszechnego z 2001 roku liczył on 566 gospodarstw domowych i 4000 mieszkańców (2025 kobiet i 1975 mężczyzn).